# Chitonodytes collini
Chitonodytes collini är en djurart som tillhör fylumet bukhårsdjur, och som först beskrevs av Adolf Remane 1927.  Chitonodytes collini ingår i släktet Chitonodytes och familjen Chaetonotidae. Inga underarter finns listade i Catalogue of Life.